# Spurs de San Antonio
Maillots
Actualités
Les Spurs de San Antonio (en anglais : San Antonio Spurs, « les Éperons de San Antonio ») sont une franchise de basket-ball basée à San Antonio dans l'État du Texas, aux États-Unis. Les Spurs concourent dans la National Basketball Association (NBA) en tant que membre de la conférence Ouest au sein de la division Sud-Ouest de la ligue. L’équipe joue ses matchs à domicile au Frost Bank Center de San Antonio.
Fondée en 1967 sous le nom des Dallas Chaparrals, la franchise fait partie des onze équipes à disputer la première saison de American Basketball Association (ABA), ligue concurrente de la NBA. Lors de la fin d'activité de l'ABA, la franchise fait partie des quatre équipes à rejoindre la ligue concurrente. Elle devient la première de ces quatre équipes à remporter un titre NBA, lors de l'édition de 1999, avec son duo d'anciens numéro un de la draft David Robinson et Tim Duncan. Les joueurs remportent un deuxième titre en 2003 avec le soutien de Tony Parker et Emanuel Ginóbili. Le trio Duncan/Parker/Ginóbili remporte trois nouveaux titres en 2005, 2007 et 2014, et s'incline en finale lors de l'édition de 2013. Ces cinq titres NBA sont obtenus sous la direction de Gregg Popovich.
De la saison 1999-2000 à 2016-2017, les Spurs ont remporté au moins 50 matchs chaque saison, établissant un record de 18 saisons consécutives à 50 victoires ou plus. Au cours de la saison 2018-2019, les Spurs ont égalé un record NBA pour le nombre de participations consécutives en playoffs NBA au nombre de 22.

## Historique de la franchise

### Débuts en ABA (1967-1976)

#### En tant que Chaparrals de Dallas et du Texas (1967-1973)
La franchise est créée en 1967 sous le nom de Chaparrals de Dallas, en même temps que l'ABA, ligue concurrente de la NBA. Mais l'intérêt de la ville pour son nouveau club de basket est faible. Durant la saison 1970-71, le club est même renommé en Chapparals du Texas, pour se donner une dimension régionale, en évoluant également dans les villes texanes de Fort Worth et Lubbock. Ce changement est un échec et les Chapparals retournent à Dallas pour la saison 1971-72.
Les résultats sportifs sont moyens : après avoir échoué aux portes des finales lors de la saison inaugurale, les Chapparals sont éliminés quatre saisons de suite au premier tour des playoffs, et manquent les playoffs pour la première fois de leur histoire en 1972-1973 (la ligue ne comptant que dix clubs, seule la plus mauvaise équipe de chaque division n'est pas qualifiée).

#### Arrivée à San Antonio
La franchise est alors revendue pour être relocalisée à San Antonio, et renommée en Spurs de San Antonio (les Éperons de San Antonio). Le rouge, blanc et bleu des Chapparals est abandonné au profit du noir et argent qui sont aujourd'hui encore les couleurs du club.
Les Spurs, en étant la seule franchise d'une ligue majeure de la ville, vont enfin réussir à attirer le public. Menés par le futur Hall of Famer George Gervin, acquis en cours de saison au cours d'un échange avec les Squires de la Virginie, et secondé par James Silas, les Spurs terminent leur première saison régulière disputée à San Antonio avec un bilan de 45 victoires et 39 défaites, obtenant ainsi une place pour les playoffs. Cette première saison parvient à convaincre BJ Reds McCombs et les autres copropriétaires de mettre un terme à la période d'essai de trois ans qu'ils avaient négociée lors du rachat du club,.
Les Spurs, grâce à un jeu attractif, et d'excellents résultats sportifs, ont de nombreux fans. Grâce à un bon nombre de spectateurs, les résultats financiers sont bons, au contraire de la plupart des autres franchises de l'ABA, les Spurs sont perçus comme une solide équipe de l'ABA. En 1976, quand l'ABA fait faillite, les Spurs sont récupérés par la NBA avec trois autres équipes (les Nuggets, les Pacers, et les Nets). Toutefois, ces franchises doivent payer un droit d'entrée de 3,2 millions de dollars pour rejoindre la NBA. Elles doivent de plus s'associer pour payer 3,2 millions de dollars à chacun des propriétaires de deux autres franchises de ABA, les Colonels du Kentucky et les Spirits of St. Louis. Le propriétaire de ces derniers, Ozzie Silna, reçoit seulement 3 millions de dollars, mais négocie un contrat préalable à la décision de la NBA sur le choix des franchises : celui-ci lui permet de toucher chaque année, tant que la NBA existe, une compensation de la part des quatre franchises choisies égale à un septième des droits de télévision.

### Les premières saisons en NBA (1976-1980)

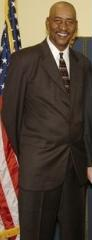
George Gervin en 2008

En dépit du scepticisme des spécialistes qui doutent des chances de succès des équipes issues de l'ABA, et de contraintes imposées par la NBA aux anciennes franchises de ABA — impossibilité de recruter les joueurs des autres franchises ABA lors d'une draft de dispersion et non-accès aux retombées des droits de télévision — les Spurs vont prouver leur valeur dès leur première saison NBA avec un honorable bilan de 44 victoires pour 38 défaites. Pour sa première saison, la franchise dispute les playoffs, s'inclinant au premier tour face aux Celtics de Boston sur un sweep,.
Durant la saison suivante, les Spurs terminent en tête de division centrale avec 52 victoires et 30 défaites. Ils s'appuient sur George Gervin qui dispute le titre de meilleur marqueur au joueur des Nuggets de Denver David Thompson, la décision entre les deux joueurs se faisant lors de la dernière journée, Thompson inscrivant 73 points puis Gervin inscrivant plus tard dans la journée 63 points pour obtenir le titre. Lors des playoffs, les Spurs s'inclinent en demi-finale de conférence sur le score de quatre à deux face aux Bullets de Washington. De nouveau champions de division en 1978-1979, avec un bilan de 48 victoires et 34 défaites, ils s'imposent quatre à trois face aux Sixers de Philadelphie puis s'inclinent sur le même score en finale de conférence, de nouveau face à Washington.

### Les années 1980 (1980-1989)

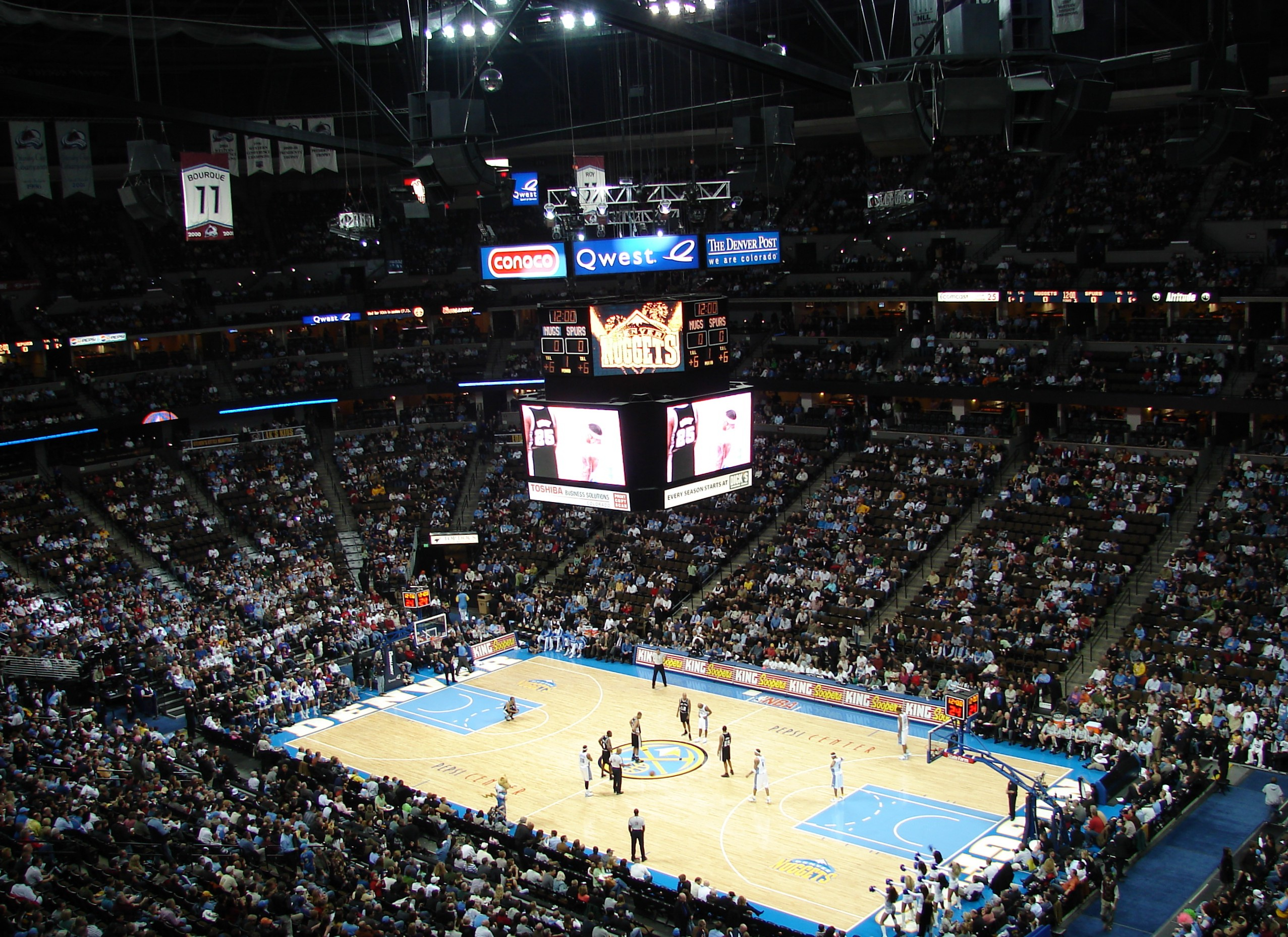
L'Alamodome

Le début des années 1980 continue sur le même rythme que la fin des années 1970 : le bilan en saison régulière avoisine souvent les 50 victoires, mais les Spurs sont battus en finales de conférence par les Rockets de Houston en 1981, puis par les Lakers de Los Angeles en 1982 et 1983.
Après la saison 1984-1985, George Gervin, la star des Spurs, sur le déclin, est transféré à Chicago : son départ marque la fin d'une ère commencée onze ans plus tôt avec le déménagement à San Antonio.
Les quatre saisons à venir seront les pires de l'histoire du club : le bilan est de 115 victoires pour 215 défaites. Les chutes d'audience font même du club un candidat potentiel au déménagement vers une nouvelle ville. Néanmoins, les mauvais résultats assurent aux Spurs le premier choix de la draft de 1987 avec lequel ils sélectionnent un pivot très prometteur : David Robinson. Mais les Spurs doivent attendre deux ans avant que Robinson ne puisse intégrer l'équipe, ce dernier devant finir son cursus à l'US Navy.
Robinson rejoint finalement les Spurs pour la saison 1989-1990, et est à l'origine de la renaissance du club. Aidé par Terry Cummings, fraîchement arrivé, et Sean Elliott, troisième choix de la draft 1989, les Spurs vont réaliser la meilleure progression sur une seule saison de l'histoire de la NBA, en remportant 56 matchs, soit 35 de plus que la saison précédente. David Robinson, avec 24 points et 12 rebonds de moyenne, est nommé NBA Rookie of the Year, meilleur débutant de l'année, en étant le premier depuis Ralph Sampson en 1984 à être nommé à l'unanimité. L'aventure s'arrête au septième match du second tour des playoffs (aussi appelé séries éliminatoires dans certains pays francophones), où les Spurs chutent contre les futurs finalistes, les Trail Blazers de Portland, sur le score de quatre à trois lors d'une série où ils s'inclinent à deux reprises en prolongation : défaite 138 à 132 après deux périodes supplémentaires lors de la cinquième rencontre, défaite 108 à 105 en prolongation lors de la manche décisive.

### Les années 1990 et le premier titre (1990-1999)

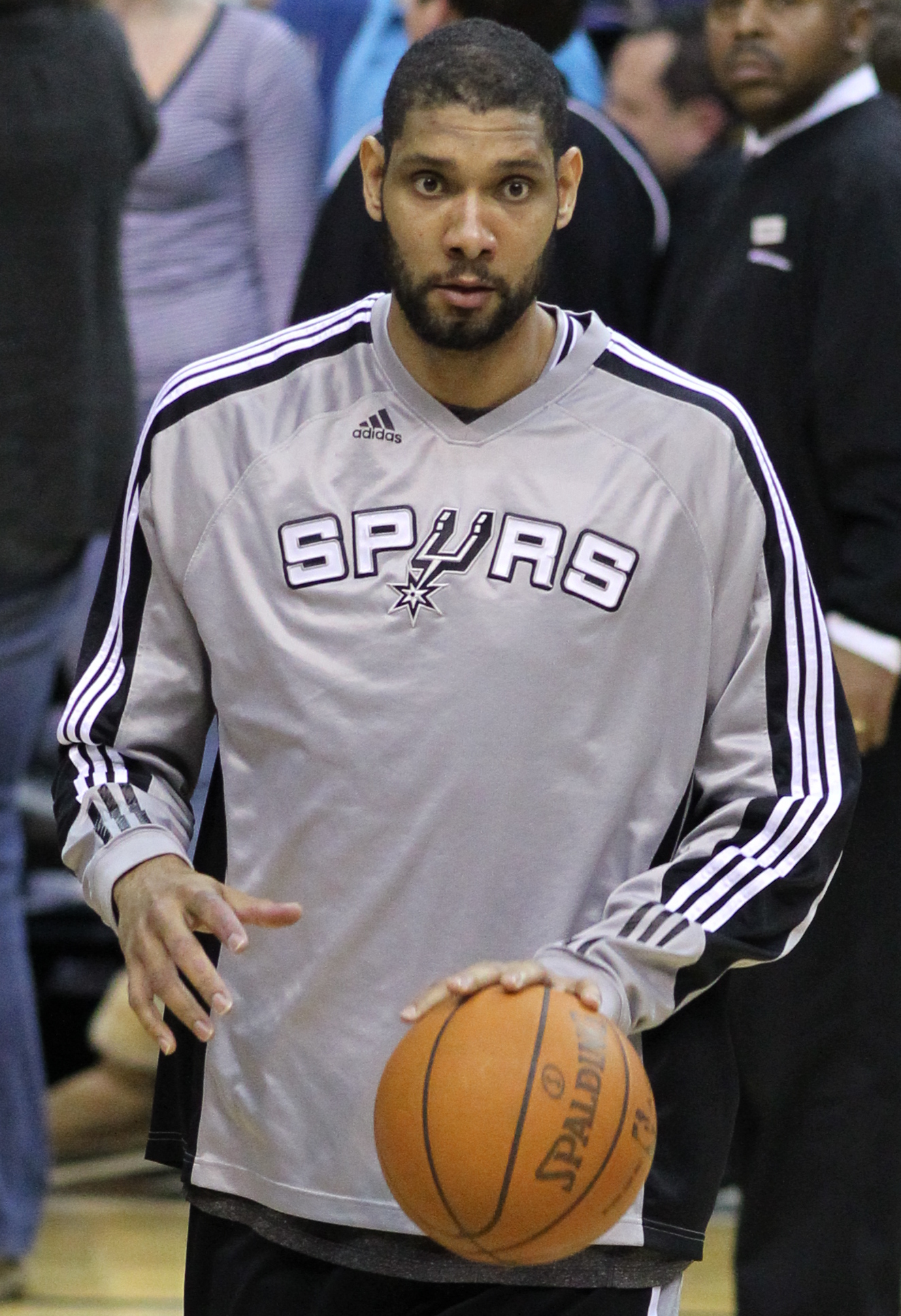
Tim Duncan, grand artisan des titres texans. Ancien capitaine de l'équipe des Spurs qui est maintenant coach adjoint

Malgré les bons résultats, les Spurs ne dépassent pas le second tour des playoffs. L'entraîneur Larry Brown est alors remplacé durant la saison 1991-92 par Bob Bass qui assure l'intérim jusqu'à la fin de la saison. Pour la saison 1992-93, c'est Jerry Tarkanian, l'ancien entraîneur de l'université de Nevada Las Vegas, qui est nommé. Mais l'expérience est très rapidement un flop, et après 20 matchs pour un bilan de 9 victoires et 11 défaites, il est remplacé par John Lucas, entraîneur débutant qui s'est constitué une solide réputation au sein de la ligue en aidant plusieurs joueurs à suivre leur réhabilitation après condamnation pour usage de drogue. Sa première saison est satisfaisante en dépit d'une élimination au second tour face aux Suns de Phoenix.
La saison suivante, les Spurs sont éliminés au premier tour des playoffs par le Jazz de l'Utah, Lucas est limogé et laisse sa place à Bob Hill. Durant l'intersaison, Sean Elliott est transféré à Détroit pour l'excentrique et controversé Dennis Rodman. Toutefois, cet apport est alors accueilli favorablement par Robinson qui vante les qualités de guerrier Rodman, celui-ci pouvant aussi libérer Robinson des tâches plus obscures, rebonds ou écrans, pour se focaliser sur son jeu offensif. C'est ainsi que la moyenne de points de Robinson est de 28,1 lors de cette saison contre des moyennes de 23,2 à 25,6 points lors des quatre saisons précédentes.
La saison 1994-95 est la meilleure de l'histoire des Spurs : ils remportent 62 rencontres, tandis que David Robinson est élu meilleur joueur de la saison régulière, devant Shaquille O'Neal. Favoris pour le titre, les Spurs sont finalement battus en finales de conférence par les Rockets de Houston, seulement sixième en saison régulière. Hakeem Olajuwon surclasse totalement David Robinson. Rodman, bien qu'étant le meilleur rebondeur de la NBA depuis 1992, est trop difficile à gérer pour son entraîneur : il est finalement "donné" aux Bulls de Chicago en échange de Will Perdue.
La saison 1995-96 se solde une nouvelle fois par un excellente bilan (59 victoires) suivi d'une déception en playoffs (défaite au second tour face au Jazz de l'Utah). Et contre toute attente, les Spurs vont s'enfoncer durant la saison 1996-97 : ils accumulent une cascade de blessures, dont celle de leur joueur majeur David Robinson lors d'un match de présaison. Après seulement 18 rencontres, 3 victoires et 15 défaites, Bob Hill est limogé. Il est remplacé quelques heures avant le retour sur les parquets de Robinson par Gregg Popovich, alors manageur général et ancien assistant des Spurs du temps de Larry Brown, ce remplacement étant alors très controversé en raison de la simultanéité entre les deux événements. Robinson rechute peu après et est ensuite absent pour le reste de la saison. Les Spurs ne remportent que 20 matchs, soit le pire bilan de l'histoire du club, seulement deux ans après avoir établi son record de victoires. Avec le troisième plus mauvais bilan de la ligue, les Spurs remportent à la loterie le premier choix de la draft : ils sélectionnent lors un ailier fort surdoué : Tim Duncan.
Duncan s'affirme dès sa première saison comme l'un des meilleurs joueurs de la ligue : il est nommé NBA Rookie of the Year et est élu dans la All-NBA First Team, devenant le neuvième débutant à terminer dans le premier cinq, le précédent étant Larry Bird. L'entente avec Robinson est parfaite, et l'équipe réalise la meilleure progression d'une équipe NBA lors d'une saison régulière par rapport à la saison précédente : les Spurs passent de 20 victoires 62 défaites à 56 victoires et 26 défaites. Malgré cette association, les Spurs sont de nouveau battus par le Jazz en demi-finales de conférence sur le score de quatre à un.
Avec l'addition de vétérans tels que Mario Elie et Jerome Kersey, les Spurs remportent 37 victoires pour 13 défaites dans la saison 1998-99 raccourcie à 50 matchs à cause du Lock-out, fermeture de la ligue décidée par les propriétaires, le désaccord entre ceux-ci et les joueurs portant essentiellement sur le salary cap et sur la Larry Bird exception. Les Spurs sont inarrêtables en playoffs et accèdent à la finale de la NBA en ne perdant qu'un seul match. Face aux Knicks de New York, classés huitième de leur conférence, et diminués par l'absence de Patrick Ewing, les Spurs remportent leur premier titre de champion en cinq manches.
La saison 1999-2000 est gâchée par une blessure de Tim Duncan au ménisque à quelques matchs du début des playoffs, où les Spurs sont éliminés par les Suns de Phoenix.

### Les années 2000, et la formation du Big Three (2000-2009)
Les saisons 2000-01 et 2001-02 sont similaires : après avoir remporté 58 matchs en saison régulière, les Spurs sont éliminés par les futurs champions, les Lakers de Los Angeles, quatre à zéro en finale de conférence en 2001, quatre à un en demi-finale de conférence en 2002. Le club réalise néanmoins un bon coup en sélectionnant Tony Parker en 28e position de la draft 2001, qui devient rapidement le meneur titulaire de l'équipe. Lors de cette dernière saison, Tim Duncan obtient le titre de NBA Most Valuable Player, meilleur joueur de la saison.

À l'entame de la saison 2002-03, David Robinson annonce qu'il effectue sa dernière saison avant de prendre sa retraite. Cette année est aussi la toute première où les Spurs jouent dans le SBC Center. L'équipe est bien équilibrée entre un secteur intérieur imposant représenté par les tours jumelles Duncan, Robinson et des joueurs extérieurs efficaces Stephen Jackson, Bruce Bowen, meilleur pourcentage pour le tir à trois points sur la saison. De plus l'Argentin Emanuel Ginóbili, signé pendant l'été 2002 après avoir été sélectionné par San Antonio lors de la draft de 1999, s'avère déjà efficace avec 7,6 points en 20 minutes 7 de moyenne. Tony Parker continue son éclosion et l'équipe remporte 60 matchs, propulsée par Tim Duncan qui est élu meilleur joueur de la saison. Après avoir éliminé Phoenix sur le score de quatre à deux, ils mettent un terme à une série de deux échecs consécutifs en playoffs face aux Lakers en s'imposant sur le même score. Ils éliminent ensuite les Mavericks pour se qualifier pour les Finales NBA. Opposés aux Nets du New Jersey,
ils remportent finalement la série sur le score de quatre à deux. Duncan, auteur d'un triple double lors de la sixième rencontre avec 21 points, 20 rebonds et 10 passes, est nommé National Basketball Association Finals Most Valuable Player Award, meilleur joueur des finales. David Robinson prend sa retraite sur un titre de champion, le deuxième de sa carrière.
En 2003-2004, les Spurs sont bien partis pour remporter un second titre d'affilée, après une saison à 57 victoires, troisième bilan de la ligue. Après une victoire quatre à zéro face aux Grizzlies de Memphis et avec des victoires dans les deux premières manches de la demi-finale de conférence les opposant aux Lakers, ces derniers mettent un terme à une série en cours de dix-sept victoires consécutives. La cinquième manche est particulièrement connue par la manière dont le vainqueur est désigné : Tim Duncan, malgré une grosse défense de Shaquille O'Neal qui l'empêche de voir le panier, réplique à Kobe Bryant pour donner l'avantage à son équipe à quatre dixièmes de seconde de la fin du match. Toutefois, la victoire revient aux Lakers qui inscrivent le panier de la victoire par Derek Fisher qui tire dès la réception de la balle sur la remise en jeu effectuée dans le demi-terrain des Spurs.
En 2004-2005, avec la signature de Brent Barry, en provenance de Seattle, de Nazr Mohammed, acquis en cours de saison contre Malik Rose et de Glenn Robinson, signé comme agent libre à la fin de la saison régulière, les Spurs terminent à la deuxième place de la conférence Ouest avec 59 victoires. Après avoir successivement éliminé les Nuggets de Denver, Supersonics de Seattle et Suns de Phoenix, les Spurs accèdent à la finale de la NBA face au champion en titre : les Pistons de Détroit. Après les quatre premières rencontres entre les deux derniers champions NBA, le score est de deux à deux. Les Spurs semblent prendre un avantage décisif en s'imposant sur le score de 96 à 95 à Detroit lors du match suivant grâce à un panier à trois points décisif de Robert Horry lors de prolongation. Les Pistons empêchent les Spurs de célébrer le titre NBA dès la rencontre suivante en s'imposant dans le Texas 95 à 86 mais les Spurs remportent la septième manche, toujours à domicile, sur le score de 81 à 74. Tim Duncan remporte son troisième titre de MVP des finales.

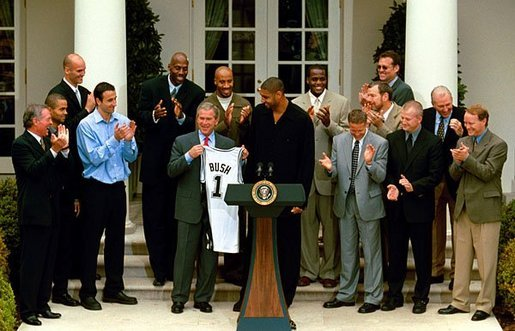
Les Spurs à la Maison-Blanche en 2003

Les dirigeants parviennent encore à renforcer l'équipe pour la saison suivante : Robert Horry prolonge pour trois ans puis les Spurs signent deux vétérans All-Star, Nick Van Exel en provenance de Portland et Michael Finley de Dallas. La franchise des Spurs termine la saison avec un bilan de 63 victoires pour 19 défaites, s'offrant ainsi la première place de la conférence Ouest devant Dallas. Seuls les Pistons de Detroit, à l'Est, présentant un meilleur bilan avec une victoire de plus. Toutefois, la revanche annoncée entre ces deux franchises n'a pas lieu : les Spurs, après une victoire quatre à deux plus difficile que prévu face aux Kings de Sacramento, s'inclinent lors du deuxième tour face aux Mavericks de Dallas, deuxième bilan de la conférence mais classés en tant que tête de série numéro quatre de la conférence. Cette série s'avère l'une des plus serrée de l'histoire, avec cinq des sept rencontres se terminant avec un écart de deux points ou moins, dont deux dont la décision se fait en prolongation. C'est ainsi que la manche décisive se termine sur le score de 119 à 111 après une prolongation obtenue par Dirk Nowitzki.
Après un bon début de saison 2006-2007, suivi par une période moins fructueuse, les Spurs enchaînent de bons résultats après le All Star break dont une série d’invincibilité de treize rencontres. Finalement San Antonio termine à la troisième place de la conférence Ouest, avec un bilan de 58 victoires et 24 défaites. En playoffs, les Spurs, après une défaite lors de la première rencontre les opposant aux Nuggets de Denver de Carmelo Anthony, remportent les quatre matchs suivants pour conclure la série. L'opposition lors de la demi-finale de conférence entre les Spurs et les Suns de Phoenix s'avère équilibrée avec un score de deux à deux après quatre matchs. Le quatrième match de cette série, remporté par les Suns sur le parquet de San Antonio sur le score de 104 à 98, s'avère déterminant pour la suite de la série : Amar'e Stoudemire et Boris Diaw écopent d'un match de suspension pour s'être levé du banc et avoir pénétré sur le terrain au moment de l'altercation, après une faute grossière du joueur des Spurs Robert Horry sur Steve Nash, suivie d'une légère altercation. Horry prend deux matchs de suspension pour ce geste. San Antonio reprend l'avantage du terrain le match suivant après une victoire 88 à 85 dans une ambiance très chaude à Phoenix puis l'emporte 114-106 pour clore la série (4-2). En finale de conférence, les Spurs s'imposent facilement face au Jazz de l'Utah sur le score de quatre à un. San Antonio se qualifie pour sa quatrième finale en neuf ans.
En finale de la NBA, les Spurs sont opposés aux Cavaliers de Cleveland qui disputent pour la première fois de leur histoire les Finales NBA. Grâce à un très bon trio Duncan - Ginóbili - Parker, San Antonio remporte les deux premiers matchs à domicile (85-76 et 103-92). Le match trois disputé à Cleveland est marqué par de grosses défenses de part et d'autre : San Antonio l'emporte 75-72, soit le deuxième plus faible total de l'histoire (147) pour un match de finale de la NBA après Fort Wayne - Syracuse (145) en 1955 et à égalité avec San Antonio-New York en 1999. Les Spurs remportent la finale de la NBA en réalisant un sweep (4-0), et Tony Parker est élu NBA Finals Most Valuable Player, meilleur joueur des Finales NBA.
Durant la saison 2007-2008, les Spurs finissent troisièmes de la conférence Ouest pour un bilan de 56 victoires et 26 défaites. Les Spurs s'appuient toujours autant sur leur trio composé de Ginóbili, Parker et Duncan. Les playoffs débutent face aux Suns de Phoenix emmenés par Steve Nash, Shaquille O'Neal et Amar'e Stoudemire. Ils l'emportent 4-1 et se donnent le droit d'affronter les Hornets de la Nouvelle-Orléans au deuxième tour. Ils l'emportent quatre à trois dans cette série très serrée grâce à la victoire glanée lors du dernier match se disputant à La Nouvelle-Orléans. Cependant, en finale de conférence, ils s'inclinent 4-1 face aux Lakers de Los Angeles emmenés par le trio Kobe Bryant (élu meilleur joueur de la saison régulière), Pau Gasol et Lamar Odom.
Peu avant la Draft 2009 de la NBA, les Spurs se séparent de trois de ses vétérans, Bruce Bowen, Kurt Thomas, et Fabricio Oberto, pour obtenir des tours de draft, choisissant notamment DeJuan Blair en trente-sixième position, sa petite taille pour un intérieur et ses problèmes de ligaments ayant découragé les autres franchises. Les Spurs sont handicapés par des blessures, Tony Parker est absent à vingt-six reprises, et terminent à la septième place de la saison régulière. Après avoir éliminé Dallas en six rencontres, les Spurs sont éliminés sur un sweep par les Suns.

### Les années 2010 et la fin du trio (2010-2018)
Pour la saison 2010-2011, les Spurs déjouent les pronostics des observateurs qui annoncent leur déclin. Ils font la course en tête de la conférence Ouest emmenés par Manu Ginóbili, qui retrouve une place au NBA All-Star Game 2011, disputé en compagnie de Tim Duncan. Ils bénéficient des bonnes prestations de DeJuan Blair, sélectionné au deuxième tour de la draft 2009. Malgré une très bonne saison régulière (61 victoires pour 21 défaites) ce qui leur permet de finir premier de la conférence Ouest, ils échouent dès le premier tour des playoffs face aux Grizzlies de Memphis en six matchs. Les médias américains mettent alors en avant l'âge avancé de l'équipe pour expliquer cette élimination rapide. La draft 2011 sonne l'arrivée aux Spurs de Kawhi Leonard, drafté en quinzième position par les Pacers de l'Indiana, puis transféré aux Spurs via un échange incluant notamment George Hill.
Les Spurs confirment les résultats de la saison précédente en finissant premier de la conférence Ouest de la saison 2011-2012. Cette saison est récompensée par le deuxième Red Auerbach Award, trophée récompensant l'entraîneur NBA de l'année, obtenu par Gregg Popovich. Les Spurs débutent les playoffs par un sweep, quatre victoires à zéro, face au Jazz de l'Utah, puis s'imposent de la même manière en demi-finale de conférence face aux Clippers, devenant la douzième équipe de l'histoire à remporter deux séries de playoffs consécutives sans encaisser la moindre défaite, et la première depuis plus d'une décennie et les trois sweeps réalisés en 2000-2001 par les Lakers. Lors de la première rencontre de la finale de la conférence Ouest les opposant au Thunder d'Oklahoma City, les Spurs enchaînent par une dix-neuvième victoire consécutive et le 29 mai lors du match 2, les Spurs gagnent encore portant leur nombre de victoires consécutives à 20, battant ainsi le record des Lakers de Los Angeles de 19 victoires en 2001,. Toutefois, Kevin Durant et ses coéquipiers remportent les quatre matchs suivants pour se qualifier pour les Finales NBA.
Avec cinquante-huit victoires et vingt-trois défaites lors de la saison 2012-2013, les Spurs terminent au deuxième rang de la conférence et au troisième rang de la NBA. Ils se qualifient de nouveau pour les Finales NBA après avoir balayé les Grizzlies de Memphis. Les trois joueurs de l'équipe ayant remporté le dernier titre de la franchise six ans auparavant, Duncan, Parker, Ginóbili, sont toujours présents. Les Spurs arrivent en finale avec un bilan de 12-2 lors des playoffs, avec un sweep contre les Lakers de Los Angeles, puis une victoire sur le score de 4 à 2 contre les Warriors de Golden State. Lors du troisième match des Finales les opposant au Heat de Miami, ils réalisent la meilleure performance de l'histoire des Finales NBA avec 16 tirs à trois points réussis, le précédent record étant de 14 tirs primés. Ils remportent ce match avec 36 points d'écart, soit le troisième plus grand écart de l'histoire pour un match des finales. Ils s'inclinent finalement lors du match décisif des Finales, disputé sur le parquet de Miami, après avoir frôlé remporter le titre lors de la sixième rencontre cinq points d'avance à vingt secondes de la fin du temps réglementaire. Les Spurs échouent finalement en prolongation sur le score de 103 à 100, malgré un match important de Tim Duncan qui réussit 30 points et 17 rebonds. Le match décisif est très serré, le score étant de 90 à 88 en faveur des floridiens à deux minutes de la fin, mais Miami s'impose finalement sur le score 95 à 88 pour remporter un deuxième titre successif, LeBron James remportant le titre de MVP des finales.
Les Spurs s'assurent de la première place à l'Ouest lors de la saison 2013-2014, terminant également avec le meilleur bilan de la ligue. Celui-ci est du en partie en restant invaincu sur le mois de mars et une série de dix-neuf victoires consécutives, plus grande série de l'histoire de la franchise, le record de celle-ci datant de dix-sept ans avec dix-sept victoires. Après un premier tour conclu lors de la septième et ultime rencontre face aux Mavericks de Dallas, ils s'imposent lors du tour suivant face aux Trail Blazers de Portland par quatre victoires à une, obtenant ainsi le droit de participer pour la troisième fois consécutive à la finale de sa conférence, et la neuvième fois depuis 1997, première saison de Tim Duncan.

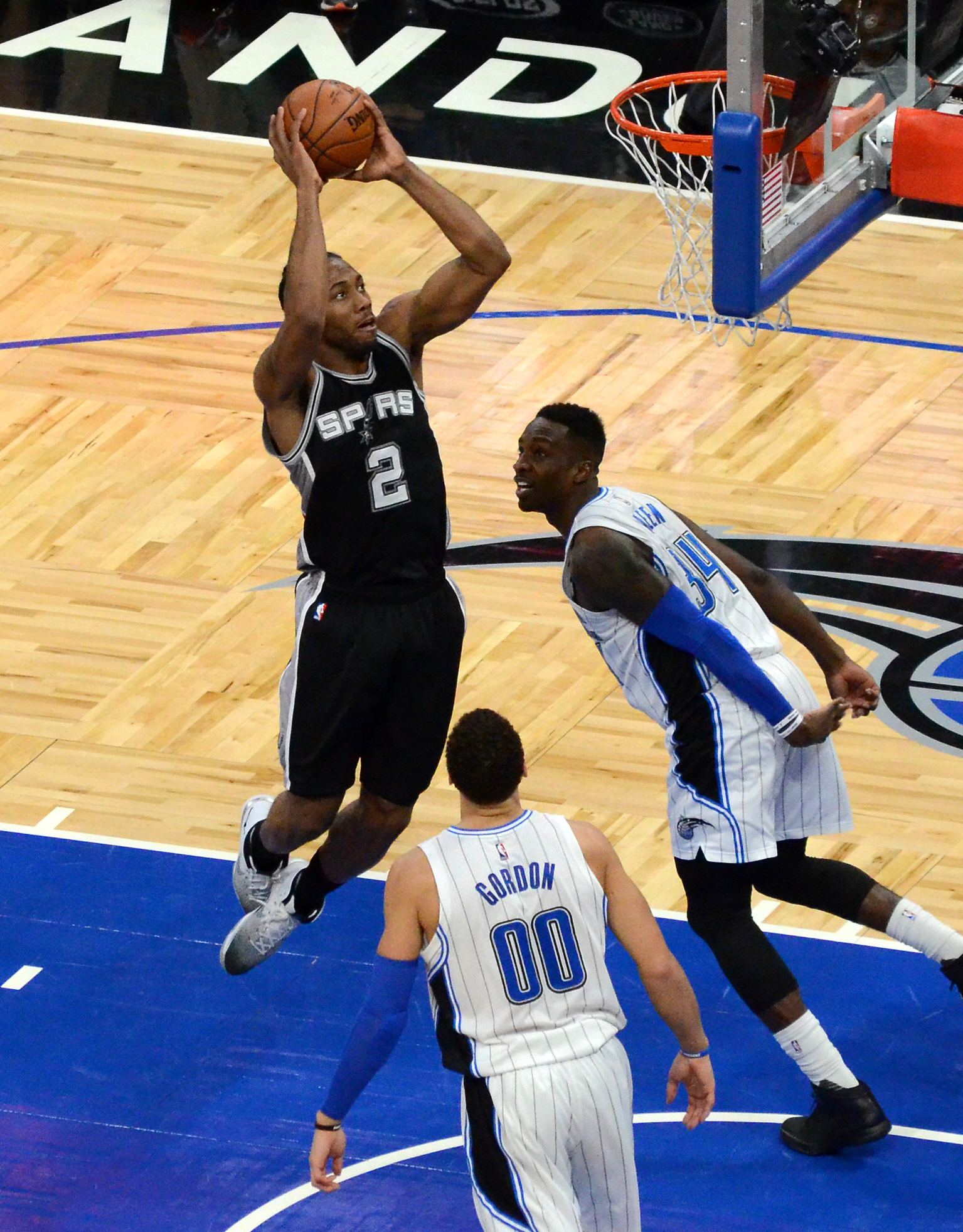
Kawhi Leonard, sous le maillot des Spurs.

En remportant sa 111e victoire en playoffs lors du deuxième match de la finale de conférence face au Thunder d'Oklahoma City, le trio composé de Duncan, Ginobili et Parker établit un nouveau record pour le nombre de victoires en playoffs, le précédent étant détenu par Magic Johnson, Kareem Abdul-Jabbar et Michael Cooper. Ils l'emportent quatre victoires à deux, après un sixième match gagné en prolongation à Oklahoma City, pour disputer les finales NBA face au Heat de Miami dans un remake des finales 2013. Possédant l'avantage du terrain, les Spurs s'imposent la première manche, puis s'inclinent lors de la deuxième rencontre disputée à San Antonio. Ils vont ensuite s'imposer deux fois sur le parquet de Miami, grâce notamment à Kawhi Leonard, qui en plus d'une adresse incroyable, assure une bonne défense sur le quadruple MVP LeBron James. De retour à San Antonio, ils remportent la cinquième rencontre sur le score de 104 à 87. Les Spurs s'imposent ainsi dans la série par quatre victoires à une, remportant leur cinquième titre. Kawhi Leonard reçoit le titre de MVP des finales.
Au terme d'une série très disputée en sept manches, les Spurs sont battus au premier tour des play-offs NBA 2015 par les Clippers de Los Angeles.
Les Spurs semblent à la fin d'un cycle et Popovich confirme un remaniement important de l’effectif. Le transfert réussi du All-Star LaMarcus Aldridge permet toutefois à San Antonio de faire revenir ses deux vétérans Tim Duncan et Manu Ginobili, de resigner Danny Green et d'attirer David West. Malgré les départs de Cory Joseph, Marco Belinelli, Tiago Splitter ou Aron Baynes, les Spurs 2015-2016 ont fière allure et ont avant Noël le deuxième meilleur bilan de la ligue. Le 27 février 2016, les Spurs battent les Rockets de Houston après avoir compté jusqu'à 31 points d'avance et atteignent ainsi leur 50e victoire de la saison, un stade atteint pour la 17e fois de suite, inégalé en NBA. Le 10 avril 2016, ils concèdent leur première défaite à domicile de la saison face aux Golden State Warriors sur le score de 92 à 86, passant ainsi à côté de devenir la première équipe NBA invaincue à domicile. Par ailleurs, ils terminent la saison avec un bilan de 67-15, meilleur bilan de leur histoire, et deuxième meilleur bilan de la saison derrière les Warriors. Au premier tour des play-offs NBA 2016, ils sweepent les Memphis Grizzlies (4-0).
En juillet 2016, le club recrute Pau Gasol. Le 11 juillet, dans un communiqué de presse laconique, la figure légendaire des Spurs qu'est Tim "The Big Fundamental" Duncan (40 ans) annonce sa retraite après 19 années passées au sein du Club. Il est alors le joueur avec le meilleur PER en playoffs avec un indice de 24,3 (devant Michael Jordan ou LeBron James), révélant l'impact monumental de sa présence dans la construction des succès des Spurs au cours de ces deux dernières décennies.
Début mars 2017, les Spurs se qualifient pour la 20e saison d’affilée en playoffs, à deux unités du record de Syracuse / Philadelphie entre 1950 et 1971. Pour leur première saison sans Tim Duncan, les Spurs enregistrent 61 victoires et atteignent les finales de conférence, mais privés de Kawhi Leonard et Tony Parker elles sont perdues 4-0 face aux Warriors.

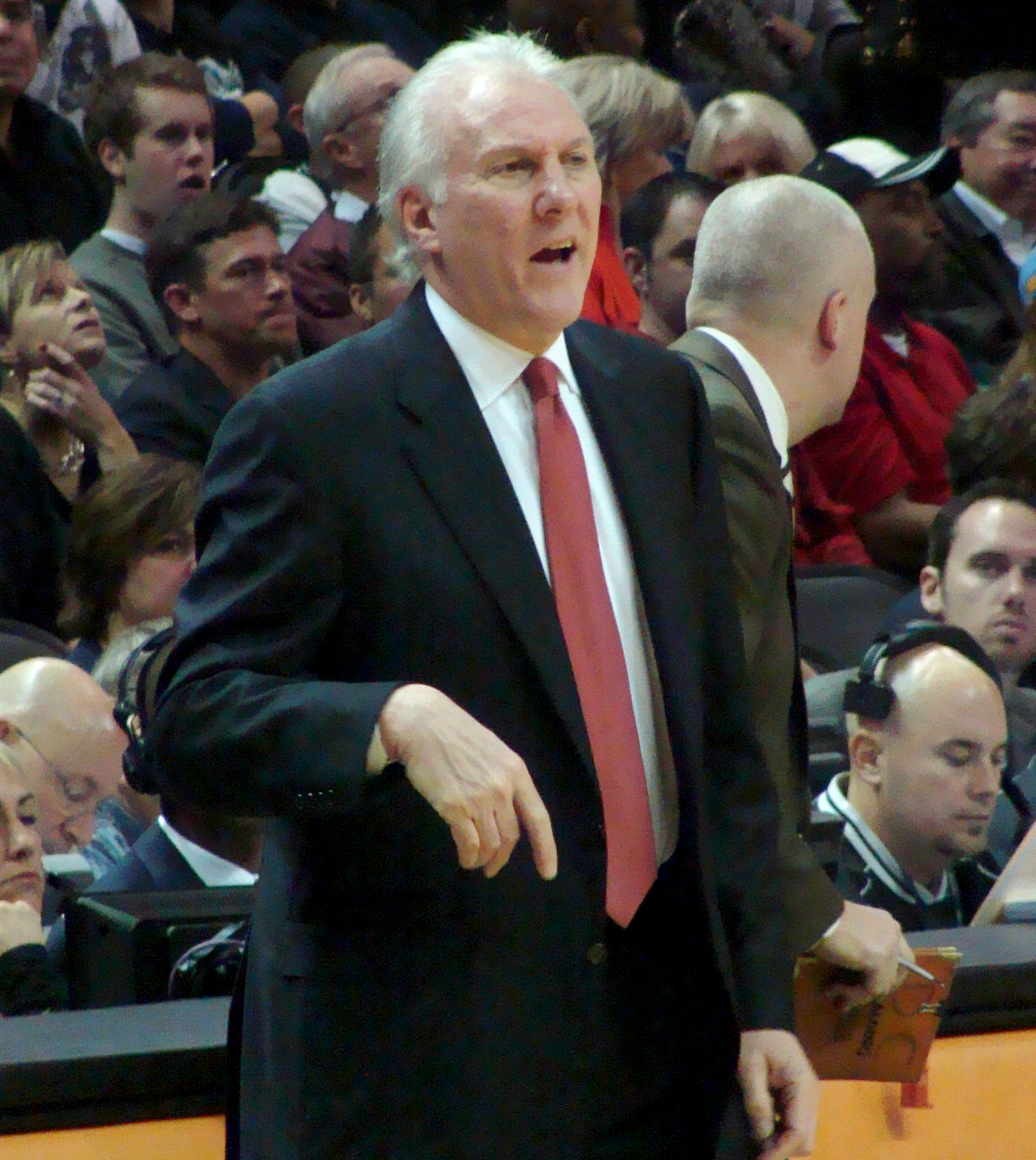
Gregg Popovich

Lors de la saison 2017-2018, les Spurs, contraints de jouer quasiment toute une saison sans leur franchise player Kawhi Leonard, vivent alors une saison semée d'embuches. Cette année sera une année plutôt sombre par rapport à d'habitude. Le retour de leur superstar restera incertain et maintes fois repoussé, ce dernier devant revenir en Novembre puis Décembre 2017, ne jouera finalement que 9 petits matchs de toute la saison, en fin Décembre et début Janvier 2018. Kawhi Leonard n'est d'ailleurs pas le seul blessé durant la saison régulière, Tony Parker ne reviendra qu'en fin Novembre 2018, soit plus de 6 mois après sa blessure, ce dernier se fera placé sur le banc après quelques matchs, une page tournante dans sa carrière faisant désormais de lui, le meneur remplaçant des Spurs. Ces mêmes Spurs, alors emmenés par LaMarcus Aldridge, joueur star de l'équipe en l'absence de Kawhi Leonard, parviennent de nouveau à se qualifier en post-saison avec 47 victoires pour 35 revers, arrachant alors tant bien que mal une 7e place, dans une course aux playoffs intense à l'Ouest. Cependant, ils s'inclineront face à des Warriors bien trop déterminés au Premier Tour, 4 victoires à 1.
Une fois cette fameuse saison 2017-2018 clôturée, Tony Parker, à la plus grande des surprises, figure de la mène des Spurs, signe aux Hornets de Charlotte ; ce qui met donc fin à la probabilité de le voir jouer de nouveau, avec le logo de l'éperon sur le maillot.
En même temps, et après de longs mois de doutes et d'attentes à son sujet, Kawhi Leonard demande son transfert et se retrouve à jouer pour les Raptors de Toronto la saison prochaine aux côtés de Danny Green, résultats d'un échange contre l'arrière DeMar DeRozan et Jakob Pöltl.
À la suite de tout cela, quelques jours après, Manu Ginóbili, joueur emblématique des Spurs annonce officiellement sa retraite le 27 août 2018, à 41 ans et après 16 saisons jouées sous ces mêmes couleurs texanes. Le départ et l'arrivée d'un très grand nombre de joueurs au sein de l'effectif, marquent le début d'une nouvelle ère du côté de San Antonio...

### Une nouvelle ère (depuis 2018)
Sur la saison NBA 2018-2019, les Spurs, tournés vers un duo DeMar DeRozan - LaMarcus Aldridge et d'une panoplie de jeunes joueurs prometteurs tels que Derrick White ou encore Bryn Forbes, forment une équipe très complète offensivement bien que très moyenne sur le plan défensif. Les Texans sont alors la 6e meilleure attaque de la NBA, pour la 20e défense. Ils s'assurent alors d'un bilan positif pour le 22e saison consécutive, soit un total de 48 victoires pour 34 défaites, leur permettant d'égaler le record du nombre de qualifications de suite en playoffs.
Pour leur 22e qualification d'affilée en playoffs, les Spurs, alors 7e de la conférence Ouest, arrivent pour affronter au premier tour, les Nuggets de Denver, 2e de l'Ouest. La série est très serrée et va même jusqu'au match 7, chaque équipe ayant perdu au moins un match à domicile durant la série. Derrick White établit un nouveau record en carrière avec 36 points lors de la 3e rencontre. Les Spurs perdent cependant le dernier match (dans une fin de match totalement étrange), sortant alors dès le premier tour des playoffs. Lors de la saison NBA 2019-2020, les Spurs ne parviennent pas à se qualifier pour les play-offs, concluant leur série historique sur 22 participations consécutives (comme les Sixers de Philadelphie) marquées par cinq titres, avec 18 saisons marquées par plus de 50 victoires, avec un plus haut à 67 en 2015-2016.
Après une nouvelle non-qualification en playoffs lors de la saison 2020-2021 qui se solde par une élimination au play-in tournament contre les Grizzlies de Memphis, les Spurs se séparent pendant l'été de leurs vétérans DeMar DeRozan, Rudy Gay et Patty Mills (ainsi que LaMarcus Aldridge, coupé pendant la saison 2020-2021) et semblent se reconstruire autour de Dejounte Murray qui deviendra all-star pour la première fois de sa carrière en février 2022. Pendant l'intersaison, les Spurs draftent au premier tour l'arrière canadien Joshua Primo et font signer l'ailier Doug McDermott ainsi que l'ailier fort Zach Collins. Pendant cette saison 2021-2022, alors que les Spurs tentent d'accrocher une place au play-in tournament, Gregg Popovich devient l'entraîneur le plus victorieux de l'histoire de la NBA avec 1336 victoires.
La saison 2022-2023 voit la première vraie année de reconstruction après le transfert de Dejounte Murray vers les Hawks d'Atlanta durant l'intersaison. Lors de la draft, les Spurs sélectionnent au premier tour Jeremy Sochan, Malaki Branham et Blake Wesley. Les Spurs se séparent en octobre 2022 de l'espoir Joshua Primo car il est accusé d'exhibitionnisme. Les Spurs terminent derniers de la conférence Ouest avec 22 victoires et 60 défaites. Le 16 mai 2023, San Antonio remporte la loterie pour la draft 2023 et la franchise sélectionne l'intérieur Français Victor Wembanyama (Metropolitans 92), attendu depuis plusieurs mois comme premier choix.
Le début de la saison 2023-2024 est tout aussi difficile. Les Spurs établissent un nouveau record de franchise avec 18 défaites consécutives,.
En novembre 2024, Popovich subit un accident vasculaire cérébral. Il est remplacé à titre intérimaire par Mitch Johnson. En février 2025, les Spurs annoncent que Popovich ne reviendra pas entraîner lors de la saison 2024-2025. En mai 2025, les Spurs annoncent la fin de sa carrière d'entraîneur. Mitch Johnson est nommé entraîneur titulaire.

## La franchise

### Logotypes

Logotype des Chaparrals de Dallas/du Texas (1967-1973).
Logotype des Spurs de San Antonio (1973-1989).
Logotype des Spurs de San Antonio (1990-2002).
Logotype des Spurs de San Antonio (2003-2018).
Logotype des Spurs de San Antonio (depuis 2018).

### Maillots
Depuis que Nike fournit l'ensemble des tenues aux équipes de NBA, en 2017, les maillots « domicile » et « extérieur » ont été remplacés par une collection plus fournie, pouvant servir aussi bien en déplacement qu'à domicile, portant les noms « association », « icon », « statement » et « city », et pour certaines équipes en plus une version « classic » reprenant le design d'anciens maillots. Les équipes qualifiées pour les playoffs 2019 se sont vues dotées d'une tenue supplémentaire, dénommée « earned ».

### Salles

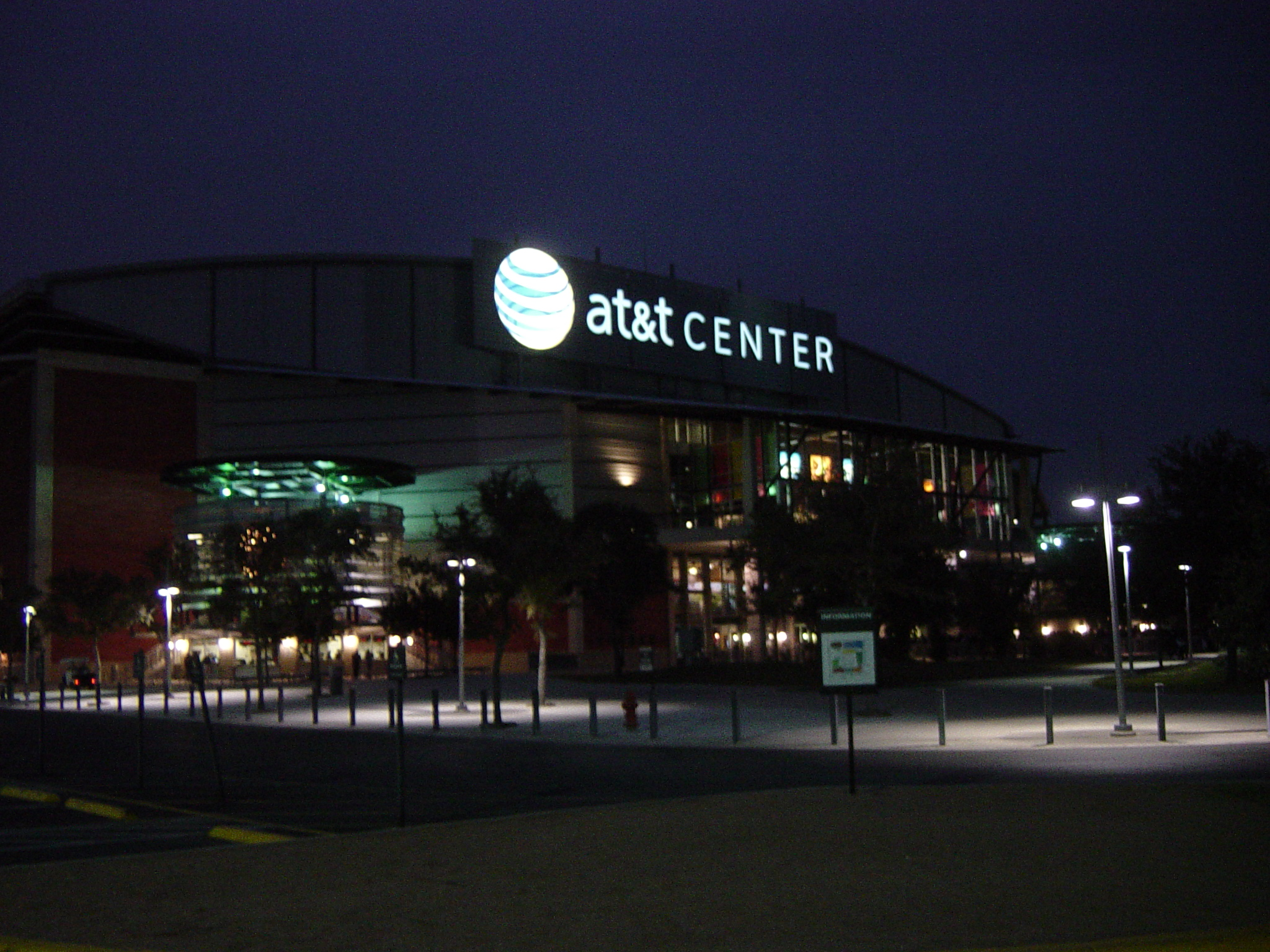
Le SBC Center (aujourd'hui appelé Frost Bank Center)

La première salle où évolue la franchise à San Antonio est la HemisFair Arena, salle de 16 000 places. Durant la dernière année de la ABA, des fuites au plafond nécessitent de faire évoluer les règles du jeu lors d'une rencontre contre les Pacers de l'Indiana : les joueurs sont interdits de toute pression défensive en dehors de la ligne à trois points. De même, les contre attaques sont interdites. Enfin l'horloge n'est pas interrompue lors des arrêts de jeu afin de récupérer le retard occasionné par cette fuite. La salle fait l'objet de travaux en 1977 : le conseil municipal de San Antonio accorde une subvention de 4 millions de dollars pour surélever le plafond, ce qui contribue à augmenter la capacité de la salle de 6 000 places. La dernière rencontre disputée par les Spurs dans cette salle est la sixième rencontre de la demi-finale de conférence opposant les Spurs aux Suns de Phoenix, rencontre perdue sur le score de 102 à 100 et qui élimine les Spurs. Au total, les Spurs disputent 893 rencontres de saison régulière ou playoffs.
Les Spurs rejoignent ensuite l'Alamodome, salle de grande taille dont le but est d'attirer une franchise de la National Football League, 
NFL, à rejoindre la ville. La première rencontre voit les Spurs s'incliner sur le score de 91 à 85 face aux Warriors de Golden State le 5 novembre 1993. Finalement, en 1999, la décision de construire une nouvelle salle est prise. Elle doit être financée à 50 % par les Spurs, avec 28,5 millions, le reste provenant de capitaux privés.
La nouvelle salle est baptisée SBC Center la société SBC Communications ayant acheté le nom de la salle pour 41 millions de dollars sur vingt ans. La salle devient ensuite AT&T Center avec le rachat de la société par AT&T. La franchise des Spurs joue pour la première fois au sein de celle-ci le 1er novembre 2002. Lors de sa première saison, les Spurs jouent à vingt-et-une reprises à guichet fermé, pour une moyenne de 17 950 spectateurs sur la saison. En septembre 2023, l'AT&T Center est renommé Frost Bank Center dans le cadre d'un partenariat avec Frost Bank (en).

## Joueurs et personnalités

### Joueurs

#### Distinctions
Deux joueurs des Spurs obtiennent le titre de meilleur joueur de la ligue, NBA Most Valuable Player, David Robinson, en 1995, et Tim Duncan en 2002 et 2003. Ce dernier obtient également à trois reprises le titre de meilleur joueur des finales, National Basketball Association Finals Most Valuable Player Award, en 1999, 2003 et 2005. Le Français Tony Parker obtient cette distinction en 2007 et Kawhi Leonard en 2014.
David Robinson, Tim Duncan et Victor Wembanyama partagent tous les trois, en plus du statut de first pick, le titre de NBA Rookie of the Year, remporté respectivement en 1990, 1998 et 2024. Robinson et Wembanyama font également partie de la courte liste des joueurs ayant reçu cette distinction à l'unanimité. 
Robinson et Duncan ont également été désignés plusieurs fois dans le premier cinq de la NBA, All-NBA First Team, en 1991, 1992, 1995, 1996 pour Robinson, et 1998, 1999, 2000, 2001, 2002, 2003, 2004, 2005, 2007, 2013 pour Duncan. Un troisième joueur des Spurs obtient des places dans le premier cinq NBA : George Gervin en 1978, 1979, 1980, 1981 et 1982. Robinson et Duncan obtiennent également des nominations dans les deuxième et troisième cinq de la NBA, et Gervin obtient deux places dans le deuxième cinq. D'autres joueurs sont présents dans ces équipes de l'année : Alvin Robertson en 1986, et Tony Parker, en 2012, 2013 et 2014, sont présents dans le deuxième cinq de la ligue. Ce dernier est également présent dans le troisième cinq en 2009, son coéquipier Manu Ginóbili obtenant deux places en 2008 et 2011. Dans les équipes de débutants, Greg Anderson en 1988, Willie Anderson en 1989, David Robinson en 1990, Tim Duncan en 1998, Tony Parker en 2002, Gary Neal en 2011 et Kawhi Leonard en 2012 figurant dans la NBA Rookie First Team et Sean Elliott en 1990, Manu Ginóbili en 2003 et DeJuan Blair figurent dans le deuxième cinq des débutants en 2010.
Alvin Robertson en 1987, David Robinson en 1990, 1993, 1995, 1997, 1998, Dennis Rodman en 1995, Tim Duncan en 1999, 2000, 2001, 2002, 2003, 2005, 2007, 2008 et Bruce Bowen en 2004, 2005, 2006, 2007, 2008 figurent dans le NBA All-Defensive First Team. Certains de ces joueurs sont également désignés dans le deuxième cinq défensif, Alvin Robertson en 1986, 1988, 1989, David Robinson en 1991, 1992, 1994, 1996, Dennis Rodman en 1994, Tim Duncan en 1998, 2004, 2006, 2009, 2010, 2013, Bruce Bowen en 2002, 2003 et Kawhi Leonard en 2014.
Des joueurs obtiennent d'autres récompenses attribuées par la NBA : Alvin Robertson, David Robinson et Kawhi Leonard sont désignés NBA Defensive Player of the Year en 1986, 1992, 2015 et 2016, Manu Ginóbili est nommé NBA Sixth Man of the Year en 2008, et Alvin Robertson reçoit NBA Most Improved Player en 1986.
Après la saison 2015-2016, vingt-et-un présentent des sélections à l'un des deux All Star Game, au NBA All-Star Game ou au ABA All-Star Game (en). Tim Duncan est le joueur comptant le plus de participations, avec quinze, devant David Robinson, dix. George Gervin présente toutefois un total plus élevé que Robinson avec douze apparitions, neuf dans celui de la NBA et trois participations au All Star-Game de la ABA. Tony Parker compte ensuite six participations, et trois joueurs sont présents à trois reprises, John Beasley (en) (pour la ABA), Larry Kenon, Alvin Robertson. Donnie Freeman, Rich Jones (en), Swen Nater, James Silas, Artis Gilmore, Sean Elliott, Manu Ginóbili, LaMarcus Aldridge comptent deux participations et Cliff Hagan, Glen Combs (en), Cincinnatus Powell (en), Steve Jones (en), Billy Paultz, Kawhi Leonard une participation.
| Numéro | Nom du joueur  |
| ------ | -------------- |
| 00     | Johnny Moore   |
| 6      | Avery Johnson  |
| 9      | Tony Parker    |
| 12     | Bruce Bowen    |
| 13     | James Silas    |
| 20     | Manu Ginóbili  |
| 21     | Tim Duncan     |
| 32     | Sean Elliott   |
| 44     | George Gervin  |
| 50     | David Robinson |

La franchise a retiré dix maillots : les joueurs sont Johnny Moore (#00), Avery Johnson (#6), Bruce Bowen (#12), James Silas (#13) , Sean Elliott (#32), George Gervin (#44), David Robinson (#50), Tim Duncan (#21), Manu Ginóbili (#20) et Tony Parker (#9).
Cependant, Bruce Bowen a accepté de laisser à LaMarcus Aldridge, son célèbre numéro 12 (numéro avec lequel il joue actuellement).

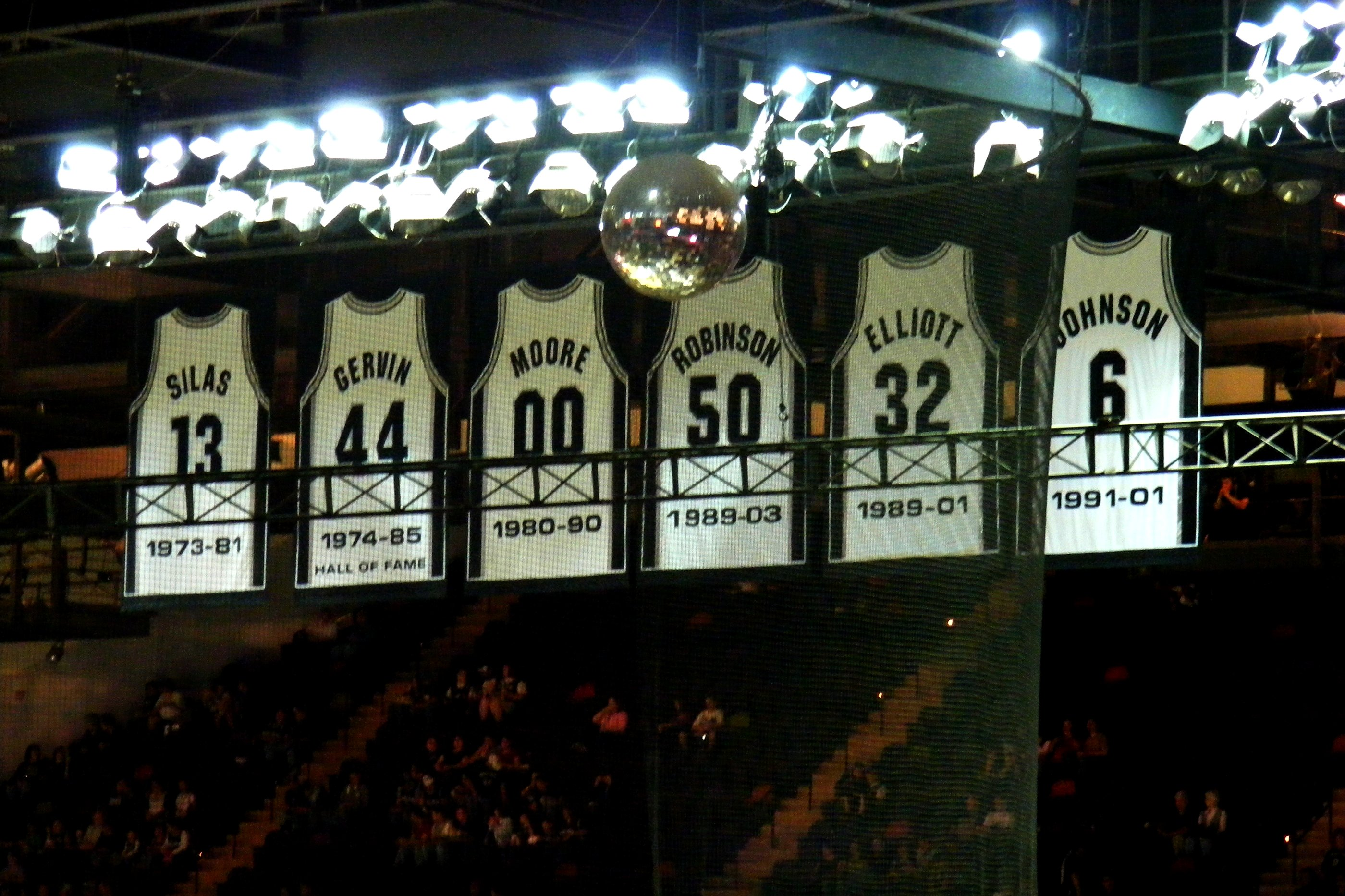
Maillots retirés

La franchise des Spurs de San Antonio compte onze joueurs introduits au Hall of Fame : il s'agit de Cliff Hagan, introduit en 1978 et joueur des Chaparrals de Dallas, ancien nom de la franchise, de 1967 à 1973. George Gervin, introduit en 1996, joue aux Spurs de 1974 à 1985. Artis Gilmore évolue cinq saisons avec les Spurs de 1982 à 1987, et est introduit au Hall of Fame en 2011. David Robinson, qui effectue toute sa carrière avec les Spurs de 1989 à 2003, est honoré en 2009. Dennis Rodman, joueur des Spurs de 1993 à 1995, est honoré en 2011. Moses Malone, qui dispute sa dernière saison NBA sous le maillot des Spurs, est honoré en 2001. Dominique Wilkins, honoré en 2006, est joueur des Spurs lors d'une seule saison, en 1996-1997.Tim Duncan qui évolue toute sa carrière à San Antonio de 1997 à 2016 y est introduit en 2020. Manu Ginóbili joueur des Spurs de 2002 à 2018 est quant à lui introduit en 2022. Enfin, Tony Parker à San Antonio de 2001 à 2018 et Pau Gasol aux Spurs de 2016 à 2019 sont tous deux introduits en 2023.
Quelques joueurs des Chaparral de Dallas, puis des Spurs, figurent dans l'équipe ABA All-Time : Ron Boone, Donnie Freeman, George Gervin, Bob Netolicky, Billy Paultz, James Silas.

#### Statistiques
| Place                                                                                     | Nom du joueur                          | Pays       | Points |
| ----------------------------------------------------------------------------------------- | -------------------------------------- | ---------- | ------ |
| 1er                                                                                       | Tim Duncan 1997 - 2016                 | États-Unis | 26 496 |
| 2e                                                                                        | George Gervin 1973 - 1985              | États-Unis | 23 602 |
| 3e                                                                                        | David Robinson 1989 - 2003             | États-Unis | 20 790 |
| 4e                                                                                        | Tony Parker 2001 - 2018                | France     | 18 943 |
| 5e                                                                                        | Manu Ginóbili 2002 - 2018              | Argentine  | 14 043 |
| 6e                                                                                        | James Silas 1972 - 1981                | États-Unis | 10 290 |
| 7e                                                                                        | Mike Mitchell 1981 - 1987              | États-Unis | 9 799  |
| 8e                                                                                        | Sean Elliott 1989 - 1993 / 1994 - 2001 | États-Unis | 9 659  |
| 9e                                                                                        | Larry Kenon 1975 - 1980                | États-Unis | 8 248  |
| 10e                                                                                       | LaMarcus Aldridge 2015 - 2021          | États-Unis | 7 325  |
| Dernière mise à jour : 25 mars 2021 En gras : Joueurs évoluant toujours dans la franchise |                                        |            |        |

| Statistique                                                                                   | Nom du joueur   | Nombre                 |
| --------------------------------------------------------------------------------------------- | --------------- | ---------------------- |
| Meilleur marqueur                                                                             | Tim Duncan      | 26 496 points          |
| Meilleure moyenne Points/Match                                                                | George Gervin   | 33,1 points/match      |
| Meilleur passeur                                                                              | Tony Parker     | 6 829 passes décisives |
| Meilleure moyenne Passes/Match                                                                | Rod Strickland  | 8,2 passes/match       |
| Meilleur rebondeur                                                                            | Tim Duncan      | 15 091 rebonds         |
| Meilleure moyenne Rebonds/Match                                                               | Dennis Rodman   | 17,1 rebonds/match     |
| Meilleur contreur                                                                             | Tim Duncan      | 3 020 contres          |
| Meilleur intercepteur                                                                         | Manu Ginóbili   | 1 392 interceptions    |
| Meilleur pourcentage au tir                                                                   | Artis Gilmore   | 62,0 %                 |
| 3 points marqués                                                                              | Manu Ginóbili   | 1 495 tirs             |
| Meilleur pourcentage à 3 points                                                               | Pau Gasol       | 44,4 %                 |
| Lancers-francs marqués                                                                        | David Robinson  | 6 035 tirs             |
| Meilleur pourcentage au lancer-franc                                                          | Charlie Beasley | 86,5 %                 |
| Matchs joués                                                                                  | Tim Duncan      | 1 392 matchs           |
| Dernière mise à jour : 25 décembre 2020 En gras : Joueurs évoluant toujours dans la franchise |                 |                        |

#### Les joueurs champions de NBA
Les cinq titres de la franchise, en 1999, 2003, 2005, 2007, 2014, sont remportés par le même entraîneur, Gregg Popovich.
Tim Duncan est le seul joueur à remporter ces cinq titres. Emanuel Ginóbili et Tony Parker comptent ensuite quatre titres et Bruce Bowen trois titres.
| 5 titres - Tim Duncan (1999, 2003, 2005, 2007, 2014) 4 titres - Emanuel Ginóbili (2003, 2005, 2007, 2014) - Tony Parker (2003, 2005, 2007, 2014) 3 titres - Bruce Bowen (2003, 2005, 2007) 2 titres - Brent Barry (2005, 2007) - Matt Bonner (2007, 2014) - Robert Horry (2005, 2007) - Steve Kerr (1999, 2003) - David Robinson (1999, 2003) - Malik Rose (1999, 2003) - Beno Udrih (2005, 2007) 1 titre - Jeff Ayres (2014) - Aron Baynes (2014) | - Marco Belinelli (2014) - Devin Brown (2005) - Jackie Butler (2007) - Speedy Claxton (2003) - Antonio Daniels (1999) - Austin Daye (2014) - Boris Diaw (2014) - Mario Elie (1999) - Francisco Elson (2007) - Melvin Ely (2007) - Sean Elliott (1999) - Danny Ferry (2003) - Michael Finley (2007) - Andrew Gaze (1999) - Danny Green (2014) - Jaren Jackson (1999) - Stephen Jackson (2003) - Avery Johnson (1999) - Cory Joseph (2014) - Jerome Kersey (1999) | - Gerard King (1999) - Kawhi Leonard (2014) - Tony Massenburg (2005) - Patrick Mills (2014) - Nazr Mohammed (2005) - Radoslav Nesterovič (2005) - Fabricio Oberto (2007) - Will Perdue (1999) - Glenn Robinson (2005) - Steve Smith (2003) - Tiago Splitter (2014) - Jacque Vaughn (2007) - James White (2007) - Brandon Williams (1999) - Kevin Willis (2003) |

### Entraineurs

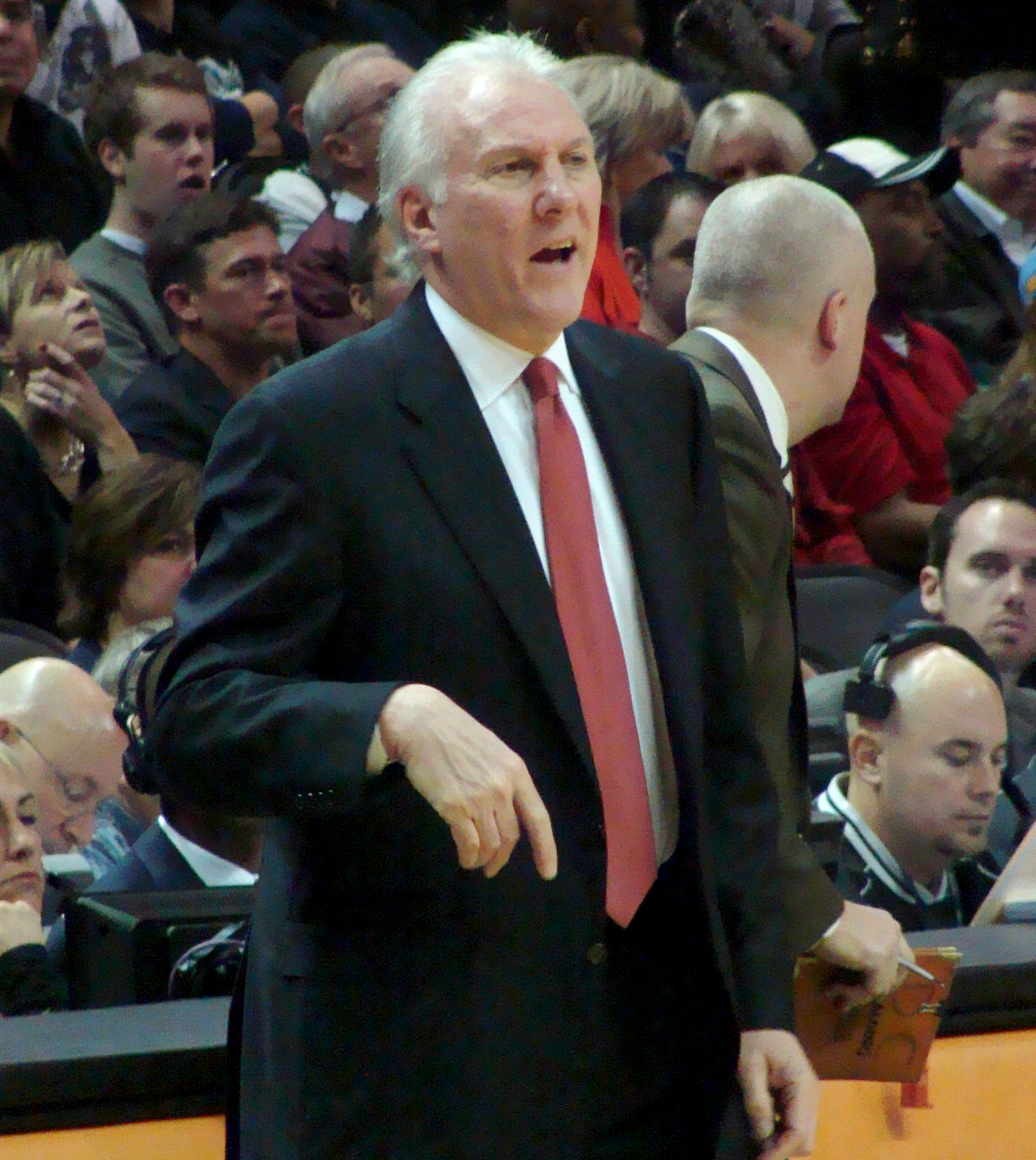
Gregg Popovich

Dix-huit entraîneurs différents dirigent la franchise depuis ses débuts. Le premier est Cliff Hagan lors de la saison 1967-1968, sous le nom de Chaparrals de Dallas. Depuis 2025, l'entraîneur en poste est Mitch Johnson. Gregg Popovich (1997-2025) est l'entraîneur qui compte le plus de saisons à la tête du club avec vingt unités après la saison 2015-2016. Bob Bass occupe le poste à quatre reprises, et six entraîneurs ne restent qu'une seule saison ou moins, Rex Hughes n'occupant le poste que lors d'une seule rencontre.
Gregg Popovich, seul entraîneur de la franchise à remporter un titre NBA, il en compte cinq, remporte à trois reprises le titre d'entraîneur de l'année, NBA Coach of the Year.
| Numéro | Nom           | Période   |
| ------ | ------------- | --------- |
| 1      | Cliff Hagan   | 1968-1970 |
| 2      | Max Williams  | 1970-1971 |
| 3      | Bill Blakeley | 1971-1971 |
| 4      | Tom Nissalke  | 1972-1975 |
| 5      | Babe McCarthy | 1973-1973 |
| 6      | Dave Brown    | 1973-1973 |
| 7      | Bob Bass      | 1975-1976 |
| 8      | Doug Moe      | 1977-1980 |
| 9      | Bob Bass      | 1980      |
| 10     | Stan Albeck   | 1980-1983 |
| 11     | Morris McHone | 1984-1984 |

| Numéro | Nom                | Période     |
| ------ | ------------------ | ----------- |
| 12     | Bob Bass           | 1984        |
| 13     | Cotton Fitzsimmons | 1984-1986   |
| 14     | Bob Weiss          | 1987-1988   |
| 15     | Larry Brown        | 1989-1992   |
| 16     | Bob Bass           | 1992        |
| 17     | Jerry Tarkanian    | 1992-1993   |
| 18     | John Lucas         | 1993-1994   |
| 19     | Rex Hughes         | 1993-1993   |
| 20     | Bob Hill           | 1995-1997   |
| 21     | Gregg Popovich     | 1997-2025   |
| 22     | Mitch Johnson      | depuis 2025 |

### General manageret président
Les general manager de la franchise sont : Max Williams, de 1967 à avril 1971, cumulant avec le poste d'entraîneur depuis 1969, puis Bob Briner jusqu'en mai 1973, Jack Ankerson jusqu'en juillet 1974, John Begzos jusqu'en juillet 1979, Bob Bass jusqu'en mai 1994, occupant durant cette période à deux reprises le rôle d'entraîneur, en 1980 puis 1984, Gregg Popovich jusqu'en juillet 2002. RC Buford occupe désormais le poste.
Président depuis 1996, Peter Holt cède la présidence de Spurs Sports & Entertainment, qui possède les Spurs, les Stars (WNBA), le Rampage (AHL Hockey), les Spurs d'Austin (NBA D-League) et le San Antonio FC (soccer), à son épouse Julianna Hawn Holt qui détenait autant d'actions que son mari et jouait déjà un rôle important aux Spurs et dans SS&E,.

### Politique de recrutement
Gregg Popovich est l'un des pionniers dans la recherche de joueurs qui ne sont pas issus du basket-ball universitaire américain. En 1988, alors qu'il est assistant de Larry Brown, il convainc les dirigeants de sa franchise de lui permettre de se rendre en Europe afin d'essayer d'y trouver de nouveaux talents. Le Yougoslave Žarko Paspalj sera alors recruté par les Spurs, ce recrutement s'avérant toutefois un échec.
Gregg Popovich, une fois désigné entraîneur en chef, continue sa politique de recrutement qui n'est pas basée uniquement sur le monde universitaire. Parmi les recrues étrangères notables des Spurs se trouvent Emanuel Ginóbili (57e choix), Tony Parker (28e), Luis Scola (56e) — même s'il n'a jamais porté le maillot des Spurs — et Tiago Splitter (28e).

## Palmarès

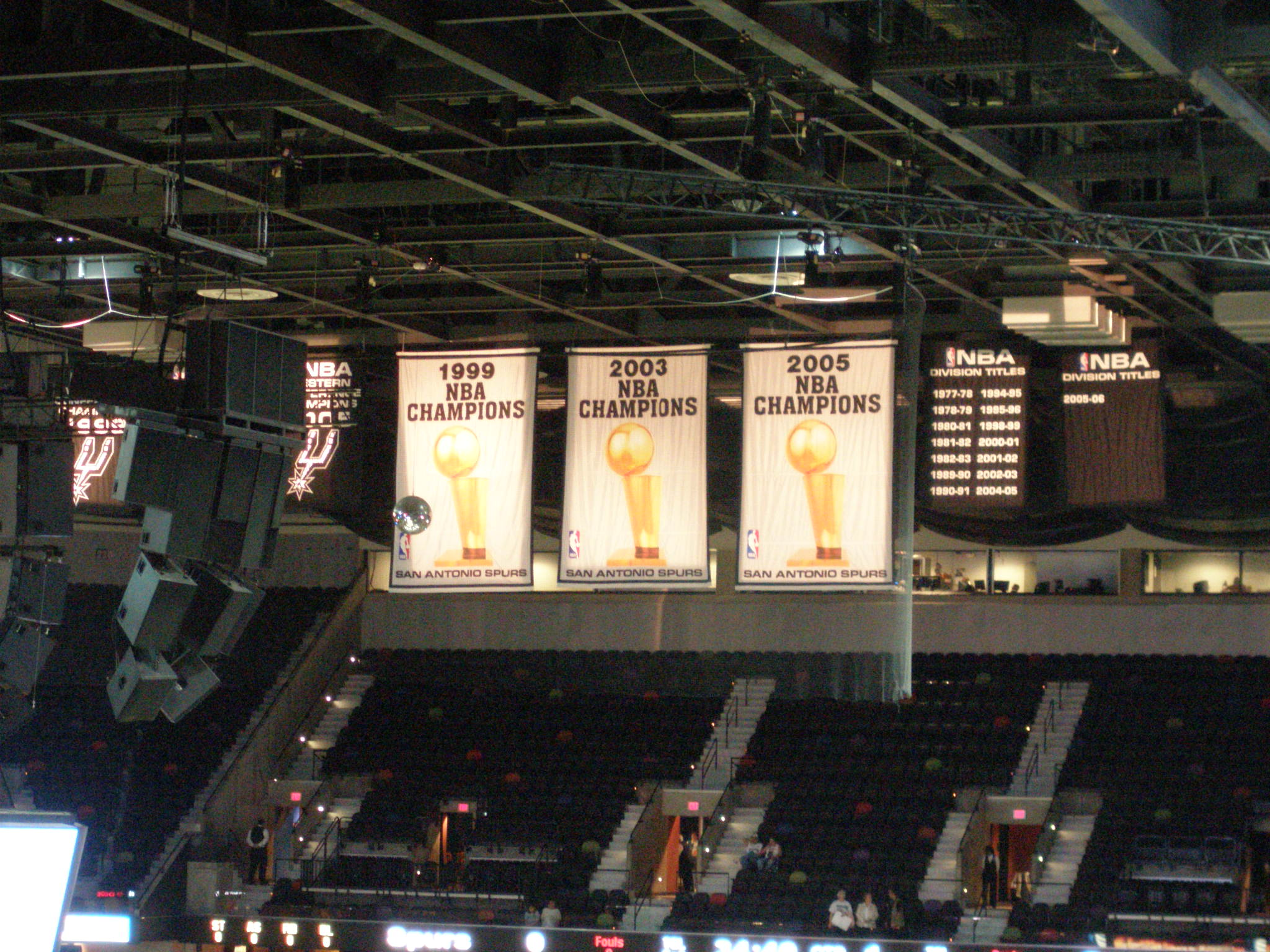
Bannières des titres NBA des Spurs de San Antonio

- Champion NBA (5) : 1999, 2003, 2005, 2007 et 2014.
- Champion de la Conférence Ouest (6) : 1999, 2003, 2005, 2007, 2013 et 2014.
- Champion de la Division Centrale (2) : 1978 et 1979.
- Champion de la Division Midwest (11) : 1981, 1982, 1983, 1990, 1991, 1995, 1996, 1999, 2001, 2002 et 2003.
- Champion de la Division Sud-Ouest (9) : 2005, 2006, 2009, 2011, 2012, 2013, 2014, 2016 et 2017.
- Un total de 22 titres de division remportés.